# Zaviralec testosteron-5-alfa reduktaze
Zaviralci (inhibitorji) testosteron-5-alfa reduktaze so skupina zdravil z antiadrogenim delovanjem, ki se uporabljajo v zdravljenju benigne hiperplazije prostate in moškem tipu plešavosti (androgena alopecija). Zavirajo encim 5-α reduktazo, ki se vpleta v presnovo različnih endogenih steroidnih hormonov, med drugim pretvorbo testosterona, poglavitnega moškega spolnega hormona, v aktivnejšo obliko dihidrotestosteron. Delovanje dihidrotestosterona je odgovorno tako za povečanje prostate kot za plešavost.

## Predstavniki
Na tržišču sta dve učinkovini iz skupine zaviralcev 5-α reduktaze:
- finasterid
- dutasterid

## Uporaba
Klinično se zaviralci 5-α reduktaze uporabljajo pri bolezenskih stanjih, ki jih povzroča čezmerno delovanje dihidrotestosterona:
- blaga do zmerna benigna hiperplazija prostate in spremljajoče motnje sečil (oteženo uriniranje ali zastoj seča)
- androgena plešavost pri moških in ženskah

## Mehanizem delovanja
Učinkovina iz skupine zaviralcev 5-α reduktaze blokira pretvorbo testosterona v desetkrat učinkovitejši aktivni presnovek dihidrotestosteron (DHT). Zato pride v prostati in v serumu do pomembnega znižanja DHT. Posledica tega je atrofija žleznega epitelnega tkiva prostate, zlasti v prehodni coni, ki povzroči skrčenje prostate za 20 do 30 %. V parietalnih celicah prostate se sicer tako testosteron kot dihidrotestosteron veže na androgenski receptor, vendar dihidrotestosteron z receptorja disocira
počasneje, poleg tega je receptor z vezanim dihidrotestosteronom v konformaciji, ki je bolj odporna proti proteolizi. Posledično je dihidrotestosteron v največji meri odgovoren za hormonsko nadzorovanje delovanja prostate.
Tudi lasni mešički vsebujejo 5-α reduktazo. Pri moških z moškim tipom plešavosti najdemo na plešastem delu lasišča pomanjšane lasne mešičke in povečane količine dihidrotestosterona. Zaviralci 5-α reduktaze znižajo koncentracije dihidrotestosterona v lasišču in v serumu ter zaobrnejo potek razvoja plešavosti. Pri moških z genetskim pomanjkanjem 5-α reduktaze ne trpijo za moškim tipom plešavosti, kar potrjuje vlogo encima v razvoju plešavosti.

## Neželeni učinki
Na splošno je značilno, da so neželeni učinki, ki jih povzročajo zaviralci 5-α reduktaze, odvisni od odmerka. Pogosti neželeni učinki so impotenca, zmanjšanje spolne sle, zmanjšanje prostornine ejakulata, depresija in tesnobnost. Redko se pojavita ginekomastija (otrdelost in povečanje prsi pri moških) in preobčutljivostna reakcija (alergija).
Novejša spoznanja kažejo tudi na povečanje tveganja za razvoj agresivnejše oblike raka prostate.